# ایوا رادوش
ایوا رادوش (کرواتی: Iva Radoš؛ متولد ۷ نوامبر ۱۹۹۵) یک تکواندوکار کروات است.
او در مسابقات قهرمانی تکواندو جهان ۲۰۱۵، پس از شکست در برابر ژنگ شویین در مسابقه نیمه نهایی، در دسته میان‌وزن برنده مدال برنز شد. موفقیت‌های او در مسابقات تکواندو قهرمانی اروپا عبارتند از: مدال‌های طلا در سال‌های ۲۰۱۴ و ۲۰۱۶ و مدال برنز در سال ۲۰۱۸.